# 魯克爾堡
魯克爾堡（英語：Fort Rucker）是一個位於美國阿拉巴馬州戴爾縣的非建制地區和人口普查指定地區。根據2010年美國人口普查，該地人口為4636人。

## 地理
魯克爾堡的座標為31°20′37″N 85°42′29″W / 31.343654°N 85.707995°W，而該地最高點為海拔高度110米（即360英尺）。